# Oskar Leimgruber
Oskar Leimgruber (ur. 5 lipca 1886 we Fryburgu, zm. 19 czerwca 1976 w Bernie) – szwajcarski polityk, kanclerz federalny w latach 1944–1951.

## Życiorys
Urodził się 5 lipca 1886 we Fryburgu
Był członkiem Chrześcijańsko-Demokratycznej Partii Ludowej Szwajcarii i reprezentował kanton Fryburg. Sprawował urząd kanclerza federalnego Szwajcarii od 1 stycznia 1944, kiedy to zastąpił na stanowisku George’a Boveta do 1951. Jego następcą został Charles Oser.
Zmarł 19 czerwca 1976 w Bernie.